# ورا کارمی
ورا کارمی (انگلیسی: Vera Carmi؛ ۲۳ نوامبر ۱۹۱۴ – ۶ سپتامبر ۱۹۶۹) هنرپیشه اهل ایتالیا بود.
وی بازیگر فیلم‌هایی همچون میلیاردر میلان، خداحافظ جوانی و ده فرمان بوده است.